# نبيلز
نبيلز الفأر (بالإنجليزية: Nibbles)‏ ويعرف أيضًا باسم تافي (بالإنجليزية: Tuffy)‏ هو شخصية خيالية وشخصية أساسية من المسلسل الشهير والمعروف توم وجيري ظهر لأول مرة في حلقة تدعى (The Milky wife) في عام 1946. نبيلز هو ابن أخ جيري أو ابن أخته، لذى فإن جيري هو عم نبيلز.
يظهر نبيلز على أنه فأر صغير ولونه مابين الرمادي والأزرق والأبيض بعض الشيء كما وأنه لطيف وساذج قليلاً.